# Luginsland (Gernrode)

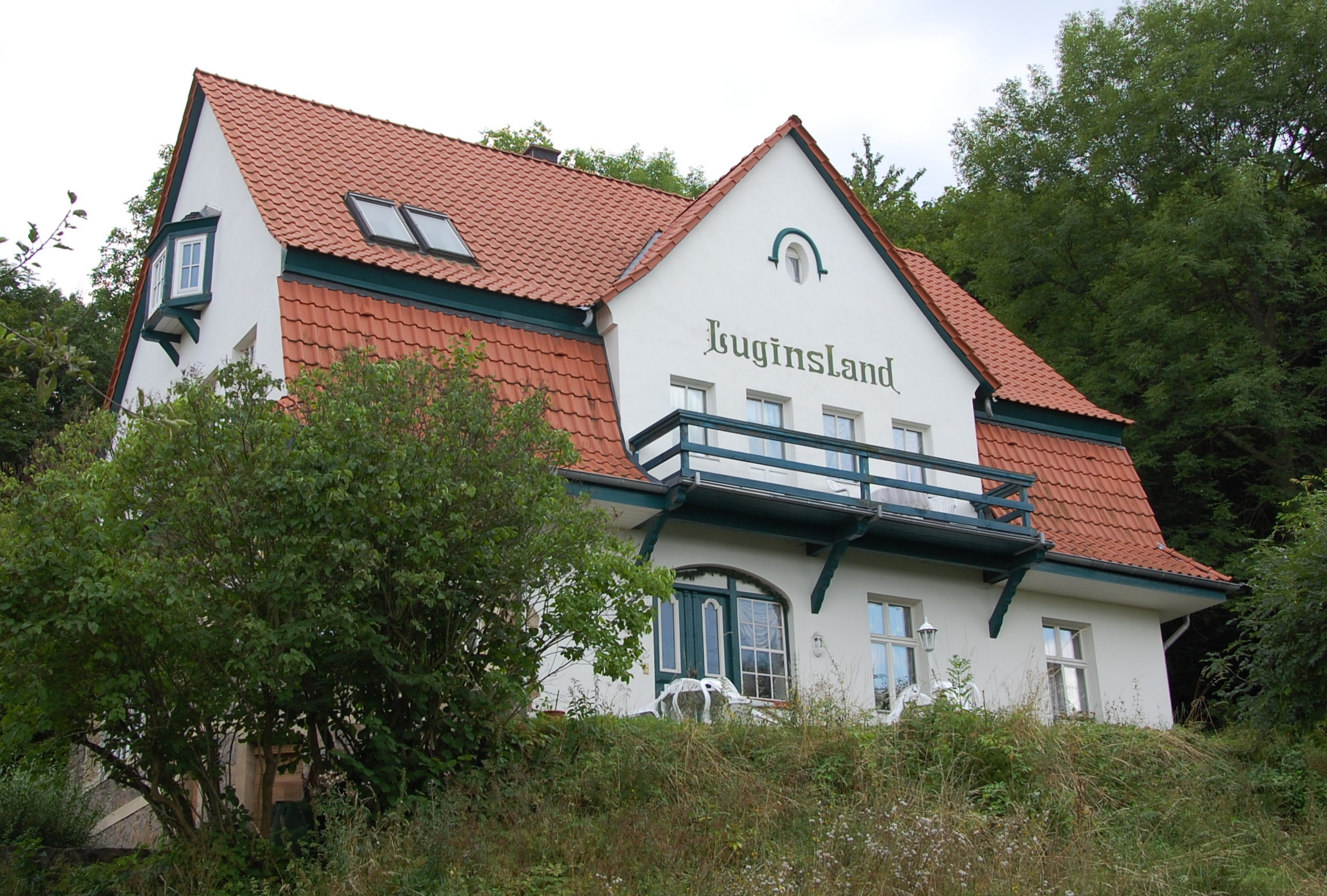
Haus Waldstraße 26

Das Haus Luginsland ist ein denkmalgeschütztes Gebäude in dem zur Stadt Quedlinburg in Sachsen-Anhalt gehörenden Ortsteil Stadt Gernrode.

## Lage
Es befindet sich südwestlich der Gernröder Altstadt an der Adresse Waldstraße 26 und ist im örtlichen Denkmalverzeichnis als Wohnhaus eingetragen.

## Architektur und Geschichte
Das eingeschossige, an eine Villa erinnernde Haus entstand in massiver Bauweise. Bedeckt ist der Bau von einem Mansarddach. An der Nordostecke besteht ein runder Eckerker. Die Fassade des Erdgeschosses am Ostgiebel besteht aus Bruchsteinen. Das Haus erinnert in seiner Gestaltung an Bauten des Architekten Hermann Muthesius. Die nördliche Traufseite wird von einem hohen Zwerchhaus dominiert. An diesem befindet sich der Schriftzug Luginsland.